# USS Marinette (LCS-25)
«Марінетт» (англ. USS Marinette (LCS-25)) — 25-й корабель типу «Фрідом» виробництва компанії Lockheed Martin.

## Історія створення
Корабель був замовлений 31 березня 2016 року. Кіль закладений на верфі 27 березня 2019 року. 31 жовтня 2020 року корабель був спущений на воду. 20 листопада 2021 року відбулась церемонія хрещення судна в місті в Марінетт, штат Вісконсин.